# わくわく!ひろしま県
『わくわく!ひろしま県』（わくわく ひろしまけん）は、広島テレビで放送された広島県の県政番組である。

## 内容
広島テレビと広島県の共同製作番組で、日曜日 7:30 - 7:45（以下、時間表記はすべてJST）に放送されていた『おはよう!ひろしま県』の後継番組として2005年4月3日に放送を開始した。番組は広島県の政治・経済・産業・文化・スポーツ・観光など、当時の広島県の姿を伝えていた。セット撮影は無く、リポーターが屋外へ出て取材する形式だった。番組のラストでは「県政フラッシュニュース」が流れていた。

## 出演者

### 現在[いつ?]
- 田山こずえ（2006年4月 - ）

### 過去
- 渕上可南子（2005年4月 - 2006年3月）

## 放送時間

### 現在[いつ?]
- 毎月第1・第3日曜日 10:55 - 11:00 （2007年4月 - 2008年3月16日）

### 過去
- 日曜日 10:55 - 11:00 （2005年4月 - 2007年3月、定期放送）